# Union Handballclub Salzburg
L’UHC Salzburg est un club de handball qui se situe à Salzbourg en Autriche. 

## Palmarès
- Championnat d'Autriche  (3) : 1967-68, 1968-69, 1971-72.